# Kate and Anna McGarrigle

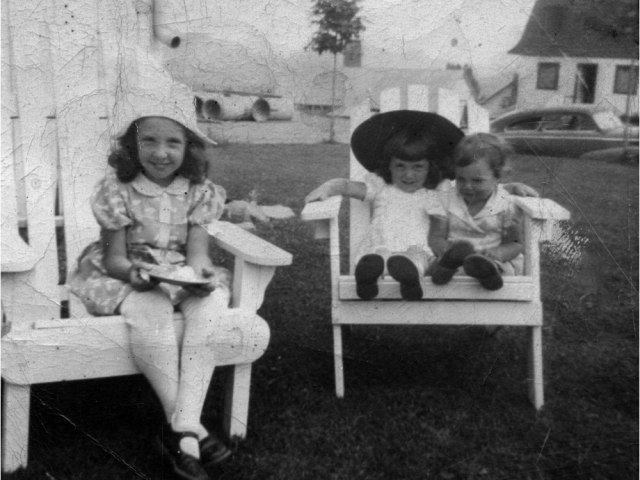
De tre systrarna Jane, Anna och Kate McGarrigle 1948.

Kate and Anna McGarrigle var en musikduo i singer-songwriter-stil från Québec i Kanada bestående av systrarna Kate McGarrigle (1946–2010) och Anna McGarrigle (född 1944). De var aktiva från mitten av 1960-talet fram till Kates död 2010, och framförde egenskriven musik baserad på folkmusik med popinfluenser. På många av sina skivor fick de även sällskap av sin manager och äldre syster Jane McGarrigle.

## Historik

### Tidiga år
Systrarna växte upp den lilla byn St-Sauveur, 0,7 mil från staden Montréal i den kanadensiska provinsen. Systrarnas mamma, Gabrille Latremoullie, var fransktalande medan deras pappa Frank McGarrigle var engelsktalande, och de växte upp med engelska i hemmet samtidigt som de gick i en fransk skola. I skolan lärde de sig franska och fick ta del av fransk-kanadensisk kultur och musik. De tvåspråkiga rötterna gjorde tydligt avtryck i deras musik, där de på de flesta albumen varvar låtar på franska och engelska. De har även gjort två album helt på franska (Entre la jeunesse et la sagesse från 1980 och La vache qui pleure från 2003), och deras mest framgångsrika låt, Complaint Pour Ste.Cathrine är skriven på Franska.

### Musikkarriär
Duon fick skivkontrakt 1974 hos Warner Bros. Records men blev aldrig särskilt framgångsrika kommersiellt sett. De lyckades dock under åren bygga upp en hängiven fanskara som möjliggjorde för dem att försörja sig på musiken och att fortsätta producera album samt även göra kortare turnéer i USA, Kanada och Europa. 
Även bland andra musiker lyckades de bygga upp ett nätverk av stöttande fans och samarbetspartners som uppmuntrade dem. De har både medverkat på album och haft covers av sina låtar gjorda av bland annat Maria Muldaur, Emmylou Harris och Linda Ronstadt. Ronstadts cover av Anna McGarrigles låt "Heart Like a Wheel" sägs ha varit en av de största anledningarna till att de fick sitt första skivkontrakt.
Kate McGarrigle mötte Bob Dylan efter en av hans konserter i New York 2003. De två pratade i någon timme och han erkände då att han ägde samtliga av systrarnas 10 studioalbum, inklusive den mycket sällsynta DVD-upplagan av deras album "The McGarrigle Hour" från 1998.
Många av de artister som Kate och Anna lärt känna genom åren har även varit med på systrarnas olika album, däribland The McGarrigle Hour (1998). På detta album deltog både Linda Ronstadt, Emmylou Harris och Loudon Wainwright. Även Mark Knopfler, bäst känd som frontman för rockbandet Dire Straits, lånade sin musikaliska talang till ett av systrarnas album Love Over and Over från 1982.
Deras mest kända låt är antagligen "Complainte pour Ste. Catherine", det enda franska numret på deras debutalbum Kate & Anna McGarrigle. Låten fick ett par år senare svensk text av Ola Magnell, och som "Ingen kommer undan politiken" blev sången en stor framgång för Marie Bergman 1977. Systrarna gjorde även om låten för sitt franska album French Record (Entre la junesse et la sagesse) 1980, då med ett annat instrumentellt arrangemang. Texten till låten är satirisk och handlar om en hemlös flicka och hennes vänner som på vintern söker värme vid en järnvägsstation (vid namn Ste. Catherine), och på sommaren slåss mot myggorna. Låten slutar med frasen "Säg inte att vi inte är kristna, på söndagar går vi ut med våra hundar".

### Mottagande
Debutalbumet blev en hyfsad framgång i Sverige, och det andra albumet Dancer with Bruised Knees nådde listplacering en kortare tid i Storbritannien.
Titelspåret på deras LP Love Over and Over, som enligt texten hävdades vara rock and roll, imponerade inte på recensenten Lars Wallrup. Men han uppskattade balladerna där erfarenhetstaggarna stack fram genom den oskuldsfulla framtoningen.

### Familj

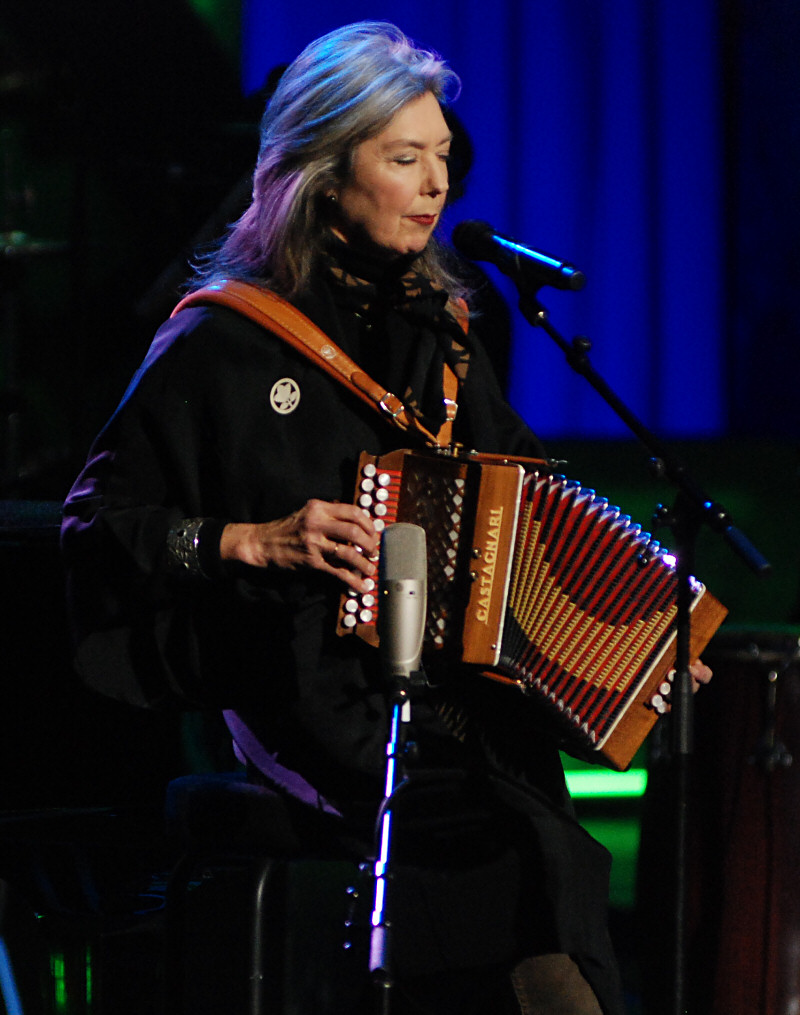
Kate McGarrigle 2008.

Kate McGarrigle var gift med den amerikanska musikern Loudon Wainwright III mellan 1971 och 1977, och är mor till musikerna Martha och Rufus Wainwright. Hon är även farmor till Viva Catherine Cohen, vars morfar är sångaren Leonard Cohen. 
Anna McGarrigle är gift med journalisten Dave Lanken, som bland annat skrivit för National Geographic. De har två barn, Sylvan Lanken (född 1977) och Lily Lanken (född 1979). 
Kate och Anna har en tredje syster, Jane McGarrigle, som bland annat jobbat som kompositör och manager för olika artister – inklusive sina systrar.

## Diskografi
- 1975 – Kate and Anna McGarrigle
- 1977 – Dancer with Bruised Knees
- 1978 – Pronto Monto
- 1981 – Entre la jeunesse et la sagesse (French Record)
- 1982 – Love Over and Over
- 1990 – Heartbeats Accelerating
- 1996 – Matapédia
- 1998 – The McGarrigle Hour
- 2003 – La vache qui pleure
- 2005 – The McGarrigle Christmas Hour
- 2010 – ODDiTTiES
- 2011 – Tell My Sister (Samlingsalbum: Kate & Anna McGarrigle, Dancer with Bruised Knees och Tell my sister: demos, alternativa inspelningar och opublicerade inspelningar)
- 2013 – Sing Me the Songs: Celebrating the Work of Kate McGarrigle
- 2016 - Toronto May '82 (livealbum, bootleg)